# 斯特凡·福里什
斯特凡·福里什（羅馬尼亞語：Ştefan Foriş；1892年5月9日—1946年），国内派，1940年任罗马尼亚共产党中央总书记，1944年4月4日被撤销中央总书记职务，1945年6月9日被捕。在格奥尔基·乔治乌-德治的授意下，罗共中央书记处成员特奥哈里·乔治斯库、约瑟夫·基希涅夫斯基和加夫里拉·比塔希指控他犯有“叛国罪”，1946年被秘密处决。